# Minori
Minori est une commune italienne de la province de Salerne, dans la région Campanie.

## Administration
| Période                                  | Période | Identité | Étiquette | Qualité |
| ---------------------------------------- | ------- | -------- | --------- | ------- |
|                                          |         |          |           |         |
| Les données manquantes sont à compléter. |         |          |           |         |

### Hameaux
Torre Paradiso, Villa Amena, Via Torre, Via Monte.

### Communes limitrophes
Maiori, Ravello.

## Quelques vues

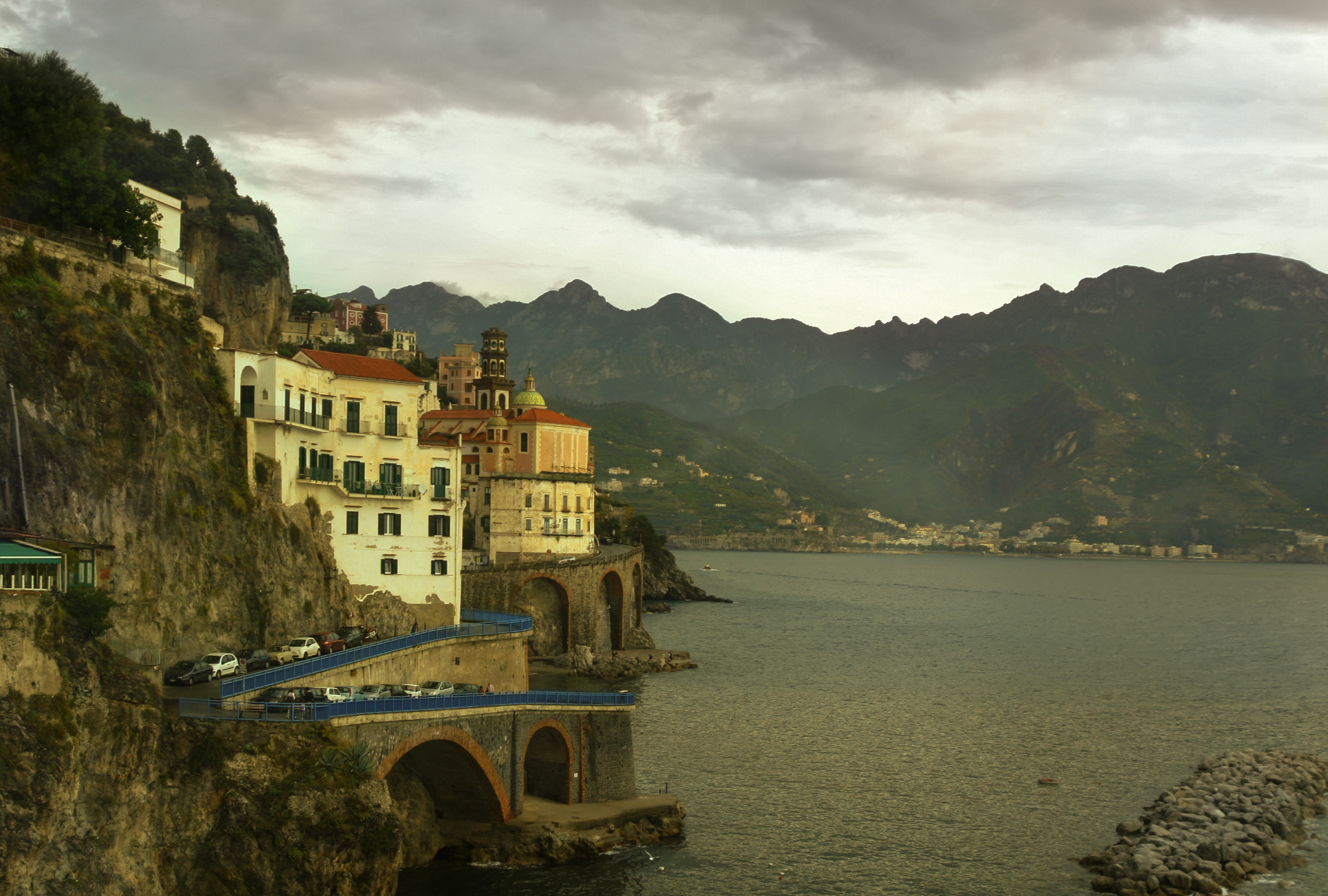
Vue de la côte.
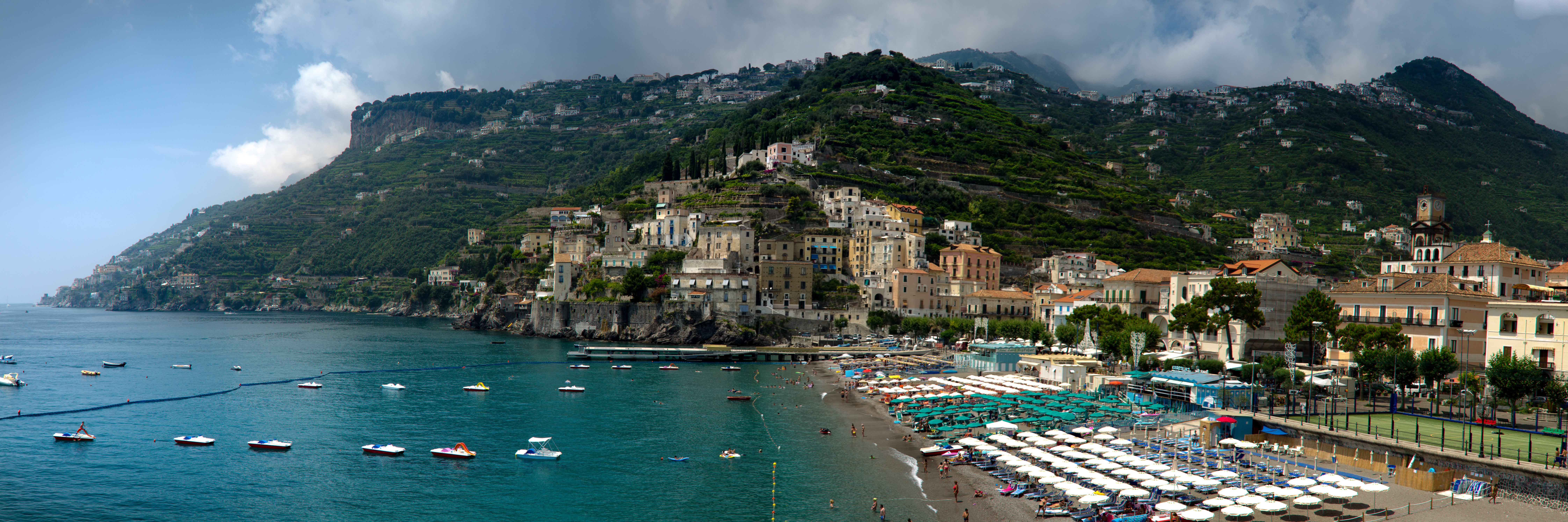
Le site et la plage.
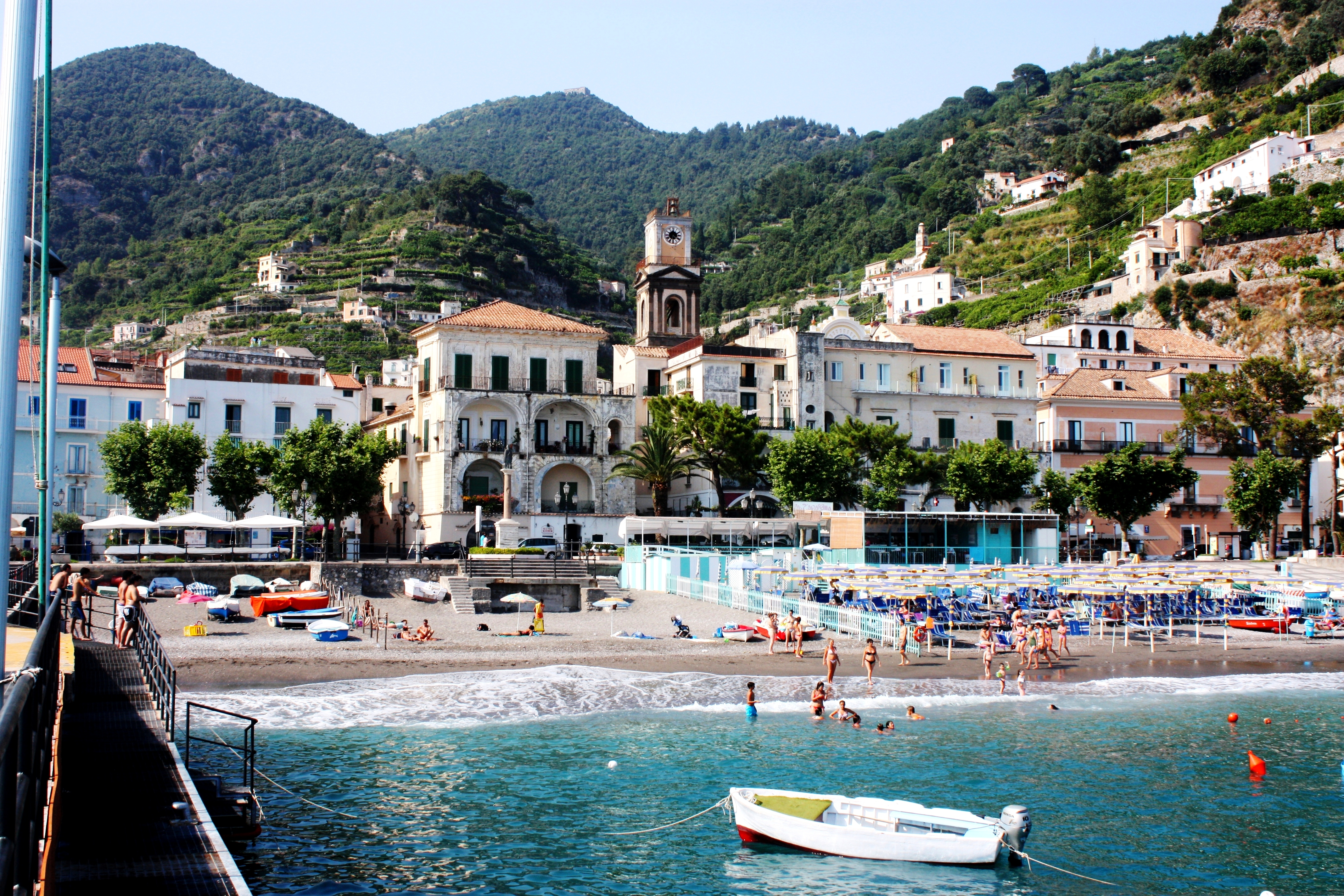
Vue de la mer.
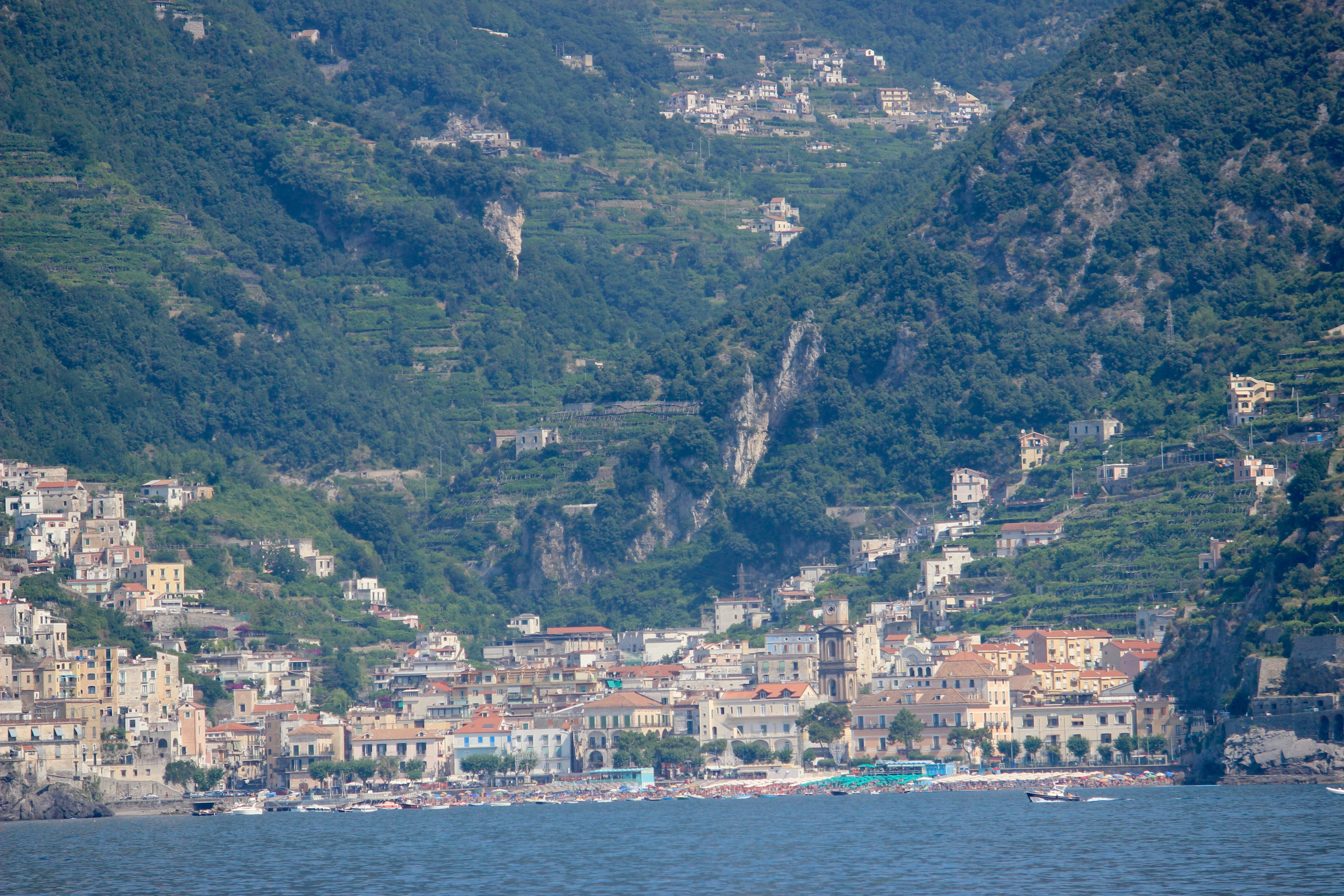
Le bourg et la côte amalfitaine.

1. ↑  (it) Popolazione residente e bilancio demografico sur le site de l'ISTAT.